# Acetamid
Az acetamid (IUPAC: etánamid) egy szerves vegyület, képlete CH3CONH2. A legegyszerűbb ecetsavból származtatható amid.  Szerves oldószerként és lágyító adalékként alkalmazzák. A belőle levezethető N,N-dimetilacetamid (DMA) sokkal szélesebb körben használt, de nem állítják elő acetamidból.

## Termelés és felhasználás
Laboratóriumban acetamid előállítható ammónium-acetát dehidratálásával:
CH3COONH4 → CH3C(O)NH2 + H2O
Iparilag jellemzően az acetonitril hidrolízisével nyerik, az akrilnitrilgyártás melléktermékeként:
CH3CN  +  H2O   →   CH3C(O)NH2

## Előfordulás
Az acetamidot kimutatták a Tejútrendszer magjának közelében. Ez a felfedezés kulcsfontosságú lehet, mivel az acetamid tartalmaz amidkötést, ami hasonló az élethez nélkülözhetetlen fehérjéket alkotó aminosavak között lévő peptidkötéshez. Ez a felfedezés valószínűsíti az olyan elméleteket, amelyek szerint azok a szerves molekulák, melyek a Földhöz hasonló élet megjelenéséhez vezethetnek, kialakulhatnak az űrben is.
Ezen kívül az acetamid ritkábban előfordulhat égő kőszéntelepeken ugyanazon nevű ásványként.

## Veszélyesség
Az Egyesült Államokban a Kaliforniai Környezetvédelmi Ügynökség felvette az acetamidot a karcinogén ill. öröklési rendellenességet okozó anyagok listájára.

## Fordítás
Ez a szócikk részben vagy egészben  az   Acetamide című angol Wikipédia-szócikk fordításán alapul.  Az eredeti cikk szerkesztőit annak laptörténete sorolja fel. Ez a jelzés csupán a megfogalmazás eredetét és a szerzői jogokat jelzi, nem szolgál a cikkben szereplő információk forrásmegjelöléseként.